# NGC 215
NGC 215 je galaksija u zviježđu Feniks.

## Vanjske poveznice
- SEDS: NGC 0215